# Friede von Bukarest (1913)

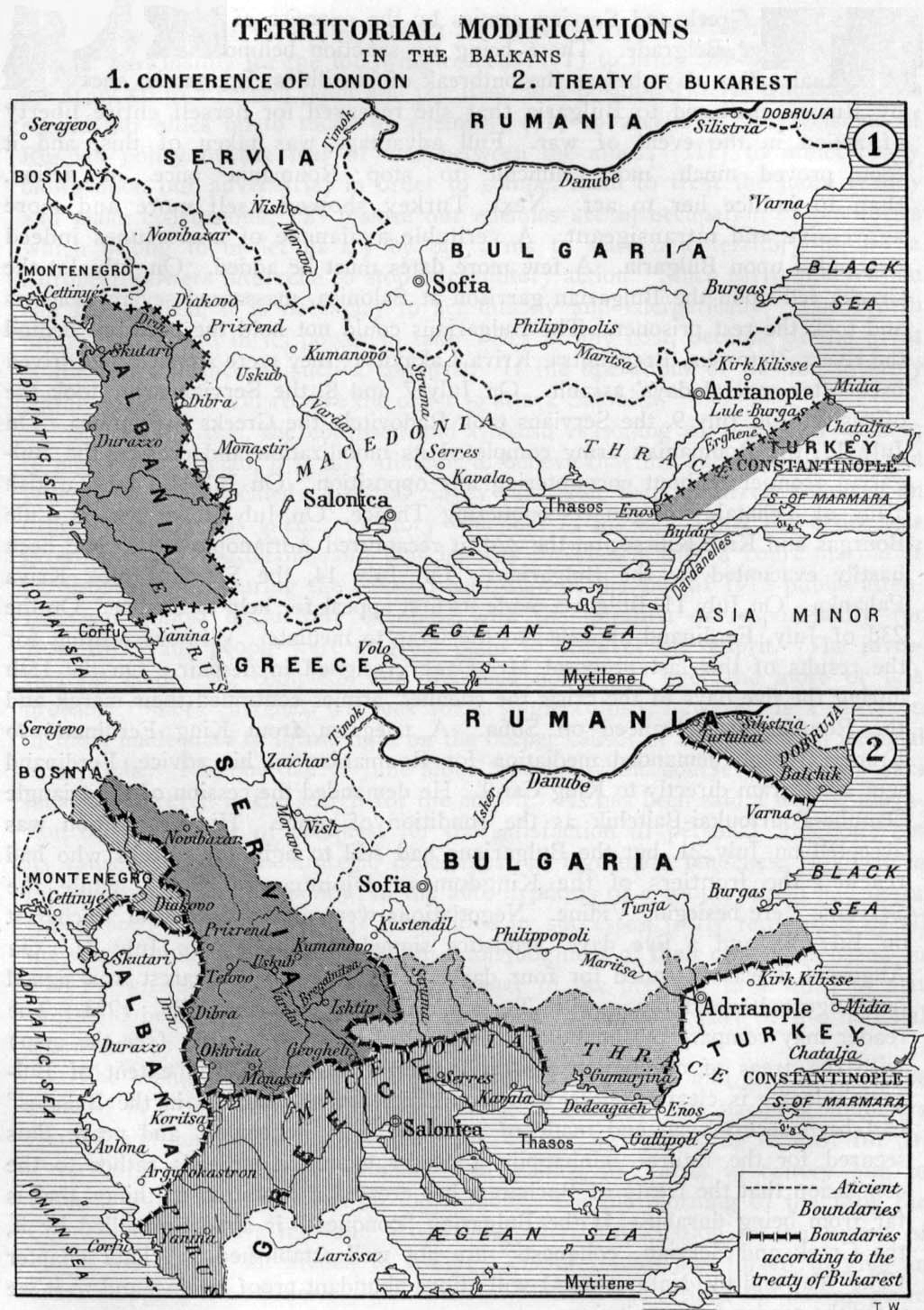
Grenzen Bulgariens nach der Konferenz von London (1913) und dem Friedensvertrag von Bukarest (1913)

Der Westbalkan nach dem Friedensvertrag von Bukarest (1913)

Der Frieden von Bukarest vom 28. Julijul. / 10. August 1913greg. beendete den Zweiten Balkankrieg, den Bulgarien begonnen hatte, weil es mit der Aufteilung der europäischen Gebiete der Türkei nach dem Ersten Balkankrieg unzufrieden war. Der Vertrag wurde geschlossen zwischen Serbien, Griechenland, Montenegro und Rumänien auf der einen Seite und Bulgarien auf der anderen Seite. Mit dem Osmanischen Reich schloss Bulgarien im September den Vertrag von Konstantinopel.

## Vorgeschichte
Unter Vermittlung der europäischen Großmächte war am 30. Mai 1913 in London der Londoner Vertrag geschlossen worden, der den Ersten Balkankrieg beendete. Die Türken hatten auf alle europäischen Gebiete westlich der Linie zwischen Midia am Schwarzen Meer und Enos an der Ägäisküste verzichtet. Unter den Siegerstaaten kam es jedoch zu Unstimmigkeiten bei der Verteilung der eroberten Gebiete. Insbesondere Bulgarien sah sich bei der Grenzziehung in Makedonien (Wardarzone) gegenüber den Vorkriegsvereinbarungen benachteiligt und forderte die Abtretung der serbisch okkupierten Gebiete; Griechenland und Serbien hatten ihrerseits in einem Geheimabkommen untereinander Absprachen getroffen und waren bereits am 13. Mai ein Verteidigungsbündnis eingegangen.
In Überschätzung der eigenen Stärke griff Bulgarien am 29. Juni 1913 ohne vorherige Kriegserklärung Serbien und Griechenland an, sah sich gegen zahlenmäßig überlegene Gegner jedoch schon bald in der Defensive. Am 10. Juli, als sich die bulgarische Niederlage bereits abzeichnete, erklärte Rumänien den Bulgaren den Krieg und marschierte nahezu ohne Gegenwehr auf Sofia zu. Tags darauf trat auch das Osmanische Reich in den Krieg ein, da es sich Hoffnungen auf die Rückgewinnung Thrakiens machte. Nach ihrer kampflosen Einnahme Ostthrakiens begannen sie mit der Vertreibung der bulgarischen Bevölkerung aus diesem Gebiet.
Angesichts dieser Übermacht blieb Bulgarien nur die Kapitulation. Am 10. August wurde mit dem Frieden von Bukarest ein Friedensabkommen unterzeichnet. Bulgarien musste den Traum von einem Staat in den Grenzen des Friedens von San Stefano begraben und die Süddobrudscha mit Silistra an Rumänien, Adrianopel im Vertrag von Konstantinopel an die Türkei und große Teile Mazedoniens an Serbien und Griechenland abtreten. Von seinen Gebietsgewinnen aus dem Ersten Balkankrieg durfte es lediglich Westthrakien mit Teilen der Ägäisküste und kleine Gebiete Mazedoniens behalten. Angesichts der Resultate von Bukarest spricht man in Bulgarien noch heute von der „Ersten Nationalen Katastrophe“, was die bulgarische Außenpolitik in den folgenden Jahrzehnten maßgeblich beeinflusste. Im Bestreben, die neu gezogenen Grenzen zu revidieren, trat es daher im folgenden Ersten Weltkrieg an der Seite der Mittelmächte in den Krieg ein.
Unter der türkischen Bevölkerung Westthrakiens regte sich daraufhin Widerstand hinsichtlich des bevorstehenden Anschlusses an Bulgarien, der mit Hilfe der aus dem benachbarten Osmanischen Reich eingetroffenen Freischärler, den Teşkilât-ı Mahsusa, unter dem Kommando von Eşref Kuşçubaşı in die Gründung der kurzlebigen Provisorischen Regierung Westthrakien mündete.
Die Regelung von Bukarest bedeutete für Griechenland zwar keine volle, aber eine weitgehende Befriedigung der nationalen Ansprüche. Im Zuge der Balkankriege nahm das Territorium des griechischen Staates um etwa 90 Prozent zu, Griechenlands Bevölkerung wuchs von 2,6 auf 4,7 Millionen Einwohner.

## Vertreter
Die Vertreter bei den Verhandlungen und Unterzeichner des Friedensabkommens waren:
Bulgarien
- Dimitar Tontschew – Finanzminister
- Iwan Fitschew – Chef des Generalstabes bis zum Anfang des Zweiten Balkankriegs
- Simeon Radew – Diplomat und Journalist
- Oberst Stantschow
- Teochar Papazow, Verwaltungsrichter
- Petar Nejkow, Diplomat
- Jordan Iwanow
- Anastas Ischirkow, Geograph
- Iwan Strogow

Griechenland
- Eleftherios Venizelos – Ministerpräsident
- Dimitrios Panas – Diplomat
- Nikolaos Politis
- Oberst K. Pali
- Oberst Athanasios Eksadaktilos

Montenegro
- General Sirdar Janko Vukotic – Ministerpräsident
- Jovan Matanovic – Diplomat

Rumänien
- Titu Maiorescu – Ministerpräsident und Außenminister
- Alexandru Marghiloman – Finanzminister
- Take Ionescu – Innenminister
- Constantin Disescu – Minister für Religion und Bildung
- General Constantin Coandă
- Oberstleutnant Christescu

Serbien
- Nikola Pašić – Ministerpräsident und Außenminister
- Mihajlo Ristić
- Miroslav Spalajkovic – Botschafter in Sofia
- Oberstleutnant Milan Nedić